# Gota (líquido)

Gotas de água caindo de uma torneira.

Uma gota (ô), pinga, pingo ou lágrima é uma pequena porção de líquido que, ao cair, apresenta a forma de uma pera ou glóbulo.

## Etimologia
"Gota" procede do termo latino gutta. "Pinga" e "pingo" são deverbais de "pingar". "Lágrima" procede do termo latino lacrima.

## Descrição

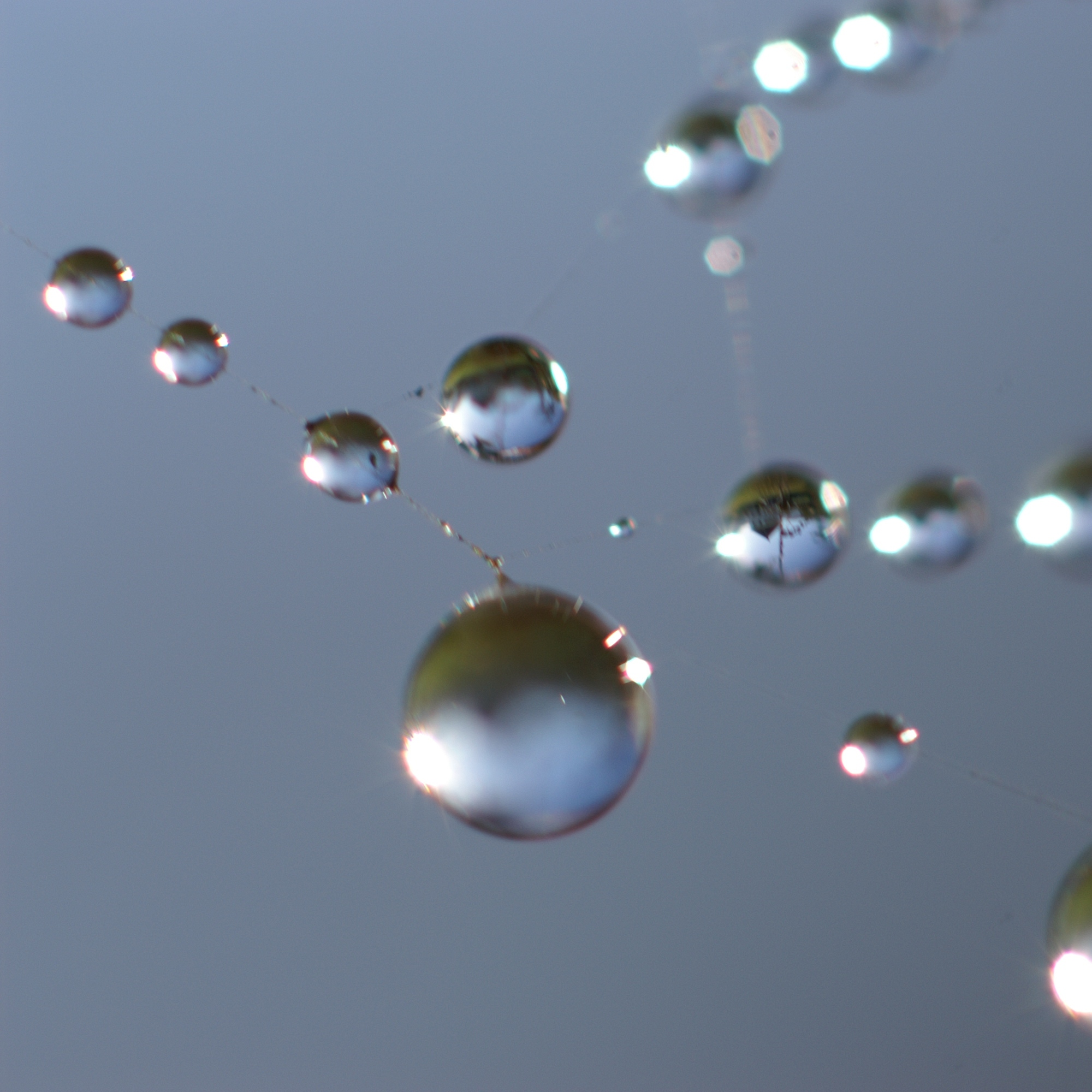
Gotas de água

O tamanho duma gota é específico para cada tipo de substância líquida, podendo, por esse motivo, ser usada como unidade de medida de quantidade dessa substância, dentro de certa margem de erro. A medida volumétrica da gota varia em função do coeficiente de tensão superficial do líquido e da forma física do bico gotejador ou de onde a gota é formada.
A variação da temperatura altera a tensão superficial do líquido e, então, pode-se afirmar que o volume da gota é uma função do líquido, temperatura e forma física do pingador.

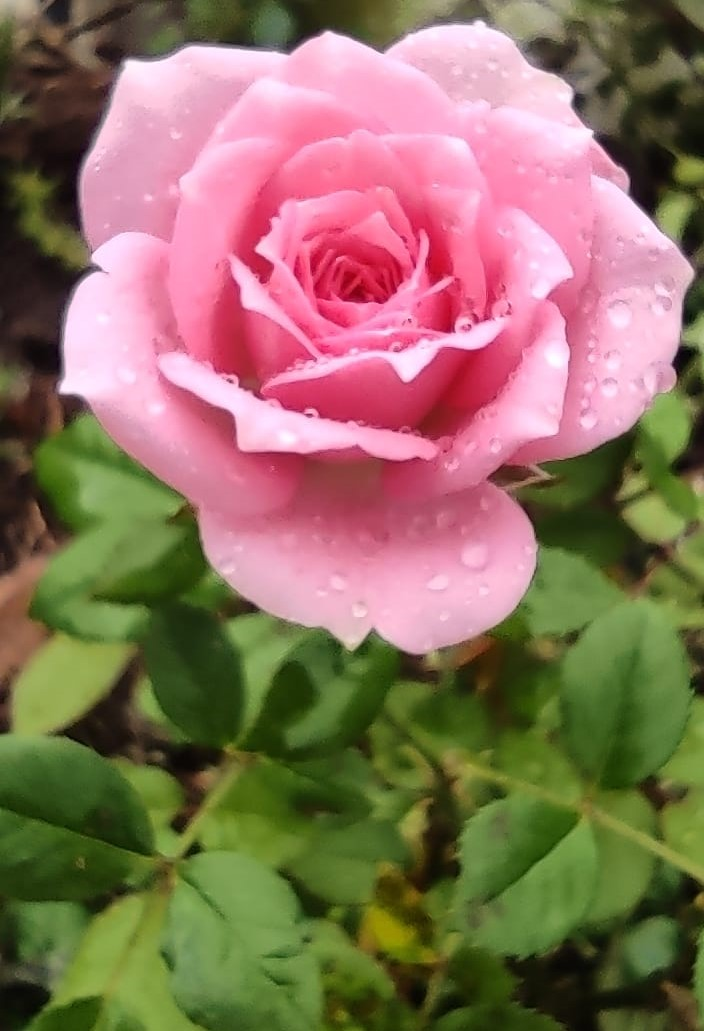
Gotas de água retidas nas pétalas de uma rosa devido às forças envolvidas na tensão superficial do líquido.

Além das forças intermoleculares, que originam as forças de tensão superficial, forças externas como a força da gravidade e as forças de adesão com as paredes do recipiente, atuam no líquido. A forma tomada pela massa líquida é determinada pela relação entre estas forças. 
Quando o líquido abandona um tubo, por exemplo, o tamanho da gota gradualmente aumenta até atingir um valor bem definido. Isto ocorre porque, enquanto a gota não é grande o suficiente, as forças de tensão superficial são suficientes para contrabalançar a força gravitacional e impedir a sua separação do resto da massa líquida. A gota se separa quando o módulo do seu peso fica igual ao módulo da força de tensão superficial que a segura, de modo que a observação da formação de gotas permite determinar a tensão superficial do líquido em questão.
Quando da formação de uma gota, antes da sua separação do resto do líquido, um pescoço é formado cujo raio é um pouco menor que o raio do tubo. O módulo da força de tensão superficial que atua ao longo da circunferência desse pescoço, no momento da separação, deve ser igual ao módulo da força peso:
{\displaystyle \,mg=(2\pi r)\gamma }
Onde r é o raio do pescoço em metros) e m, a massa da gota (em quilogramas). Medindo-se o módulo do peso da gota e o raio do pescoço no momento da separação, pode-se calcular a tensão superficial γ (em N/m; newton por metro)
O método descrito acima para a determinação da tensão superficial dá bons resultados embora, na realidade, uma gota não se separe exatamente da forma descrita. No momento em que a gota atinge o tamanho determinado pela expressão acima, o pescoço rapidamente se torna mais estreito e a gota formada é acompanhada por outra gota pequena.